# Cultura de Papúa Nueva Guinea

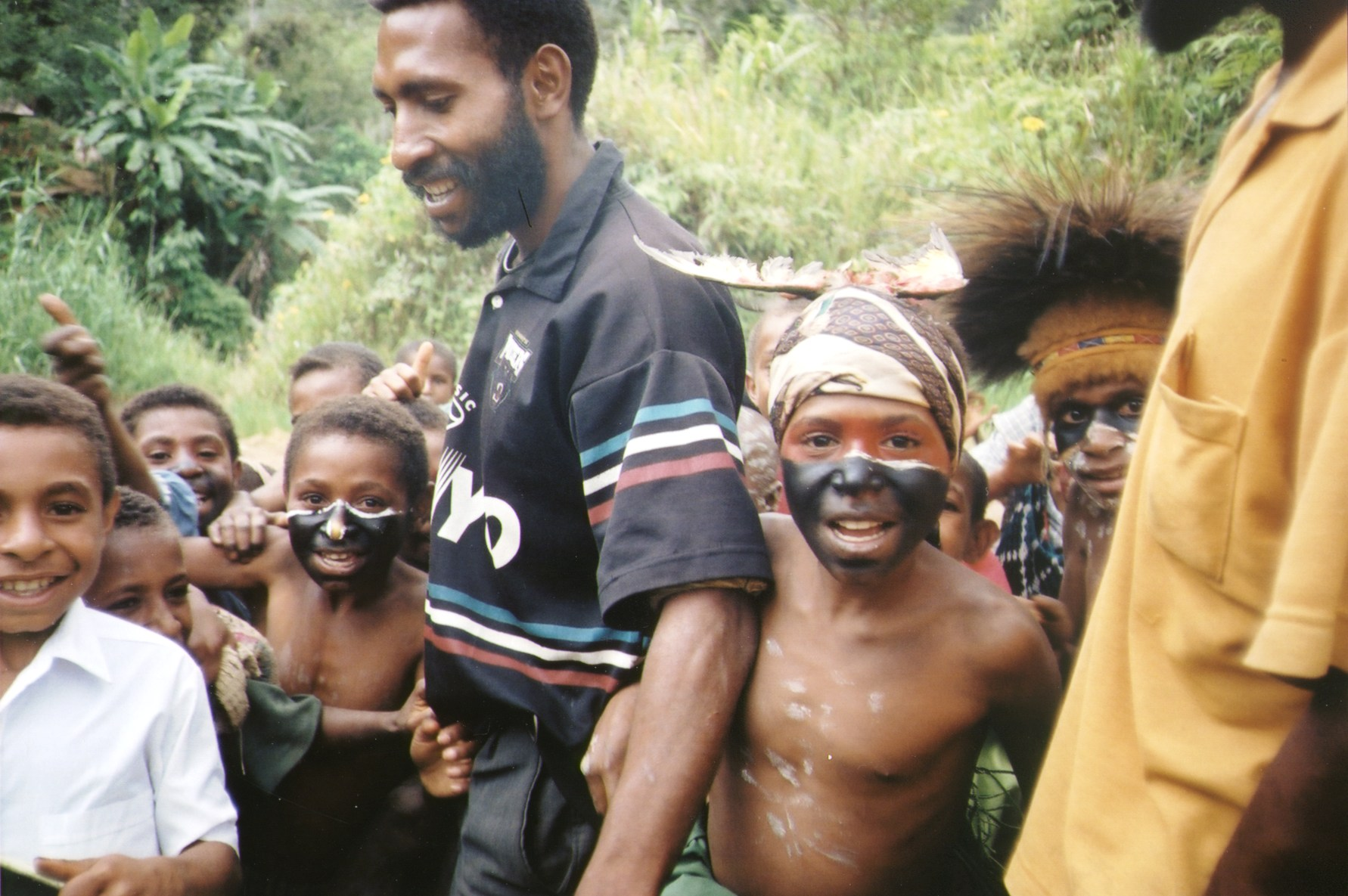
Niños vestidos para cantar en Yengisa, Papúa Nueva Guinea.

La cultura de Papúa Nueva Guinea es muy compleja: se estima que existen más de mil grupos culturales. A causa de esta diversidad, se puede encontrar una gran variedad de expresiones culturales; cada grupo ha creado su propia forma de arte, bailes, costumbres, música, etc.
La mayoría de estos grupos tiene su propio lenguaje, y existen muchos casos en el que cada aldea tiene un idioma único. La gente acostumbra vivir en aldeas que subsisten gracias a la agricultura. La caza es una actividad común además de recolectar algunas plantas salvajes. La gente respeta a la gente que se convierte en buen cazador, pescador y labrador.
En la ribera del río Sepik, un grupo de indígenas son conocidos por sus tallados en madera. Ellos crean formas de plantas o de animales, según su creencia ya que creen que son sus ancestros. 
Las conchas marinas no son más la moneda corriente en Papúa Nueva Guinea. Estas fueron abolidas como moneda corriente en 1933, pero esta herencia aún está presente en las costumbres locales; por ejemplo, para conseguir una novia, el novio debe conseguir una cierta cantidad de conchas de almejas de borde dorado.